# Francisco Pinoargotti
Francisco Pinoargotti Alvear (Guayaquil, 19 de septiembre de 1974) es un músico, comediante, actor y presentador de televisión ecuatoriano. Es conocido por conducir los programas Buenos Muchachos y PHD.

## Biografía
Francisco Pinoargotti  nació en Guayaquil, Ecuador el 19 de septiembre de 1974.

### Primeros años
Pinoargotti es músico desde los 12 años y sabe tocar la batería, el piano y la guitarra, además de cantar, y perteneció a una banda musical con la que se presentaba en distintos bares de Guayaquil. A los 14 años, Enrique Gil quien fue como su padre, en una noche de bohemia le dijo "Tú eres un showman", luego de ver su capacidad para imitar a políticos de la época, a lo que Francisco respondió "Yo no soy showman, a mí me gusta cantar". Con el pasar del tiempo, a la edad de 28 años se dio cuenta del talento para actuar y crear shows que tenía, como se lo dijo Enrique Gil. En Guayaquil presentó dos obras de teatro llamadas Quien pincha a quien y El cornudo.

### Carrera
Trabajó en obras musicales luego de que su talento por la música lo llevara a Danzas Jazz. Ahí conoció a David Reinoso, llegando a la televisión en 1996 como extra en Manzana 12 de SíTV, para más tarde ser parte de Farsantes en pañales junto a Richard Barker, también participó en Guayaquil caliente y luego fue parte del programa de parodias y sátira política, Sin ánimo de ofender. También produjo Cada loco con su tema de TC Televisión. Fue parte de El gran show del gong en el desaparecido Cabledeportes, donde parodió al Bolillo Gómez (Polillo). .
En 2003, Pinoargotti interpretó a Charly Veraz, una parodia del periodista Carlos Vera, donde dirigió y condujo junto al futbolista argentino Alejandro Kenig, Pedro Ortíz Jr. y Giovanni Dupleint, el programa de humor Buenos Muchachos (BM) que se transmitió por la señal de Gamavisión y que además fue una adaptación del programa argentino Televisión registrada. El programa estuvo al aire hasta el 23 de noviembre de 2008, siendo vetado por el gobierno, poco después de que el canal sea incautado al ser propiedad de los hermanos Isaías, debido a las parodias de contradicciones sobre el presidente Rafael Correa y a la intención de cambiar el contenido por parte del administrador del canal, Carlos Alvarado, y el director del canal y gerente de la Agencia de Garantía de Depósitos (AGD), Carlos Bravo. Debido a esto, el 25 de noviembre Pinoargotti demandó al Estado alegando que Buenos Muchachos fue cancelado de forma arbitraria luego de que cambiaran su horario de domingo en la noche a lunes en la noche y finalmente sacarlo del aire sin ninguna explicación. El 1 de diciembre fue vetado el programa Mano a Mano que conducía Pinoargotti por la señal de CD7, canal también incautado por el gobierno, y el programa Infiltrados de Gama TV el cual era realizado por la productora Dreaming Ecuador que es propiedad de Gabriela Guevara. El programa Buenos Muchachos pasó a formar parte de Canal Uno en marzo de 2009 hasta junio del año 2010 debido a su baja sintonía. Mano a Mano también pasó a Canal Uno.
En 2007 presentó su primer monólogo titulado En Navidad qué fácil es hablar bien de la gente el cual pese a su escasa audiencia logró tener bastante acogida. Debido a esto, Pinoargotti se dedicó con éxito al stand up comedy que inició en julio de 2008, con sus monólogos como No soy tan buen muchacho (2008), Monolo2 (2009), Es3 (2010), Santo Monólogo4, 5ntenerse de la risa, Lo mejor de lo mejor, Consúltame a mí (2011), Los 7 pecados (2011), Ese 30 (2011), Noel soy yo (2011), El hijo de su madre (2012), ¿Qué escribí ayer? (2012), entre otros. 
En 2010 fue parte del espacio cómico del programa deportivo Equipo de Primera de Canal Uno. Ese mismo año hizo presentaciones en teatros de Estados Unidos, y el 26 de septiembre de 2011 fue parte del segmento de humor Don Francisco presenta en Sábado Gigante, como el primer humorista ecuatoriano y en octubre compartió escenario en Miami con el comediante mexicano Adal Ramones, a quien conoció en Guayaquil. También hizo presentaciones junto a Ramones en septiembre de 2012 en Miami y Nueva York.
El 5 de septiembre de 2012 estrenó su programa Pinoargotti High Definition (PHD) en TC Televisión. El programa lo comparte junto a Silvia Ponce, Miguel Martín Ycaza, El Políglota Álvarez, Andrea Ortiz "Fresita", Argenis Tumbaco "Cachencho" y una banda de músicos. El 11 de octubre estrenó su primer duólogo junto a sus amigos de años, David Reinoso, titulado Amigazos.
En enero de 2014 forma parte del Jurado en el Programa Apuesto pot ti. A mediados de 2015 se integra como jurado al reality Soy el mejor y como animador del programa deportivo 100 X Ciento Fútbol. A mediados de 2016 se integra como jurado a la quinta temporada del reality Ecuador tiene talento de Ecuavisa, en reemplazo de Wendy Vera.
En enero de 2017 regresa a Gama TV estrenando el politic late show Amigazos durante la campaña electoral de 2017, junto a David Reinoso. Fue tal el impacto del programa que tuvo una segunda temporada, cambiando su formato y teniendo invitados de la política y la farándula ecuatoriana, además de sketches. En octubre de 2018 regresa a TC Televisión para estrenar su programa “Trasnochados con Pinoargotti", y en 2019 se convierte en el villano principal de la telenovela Calle amores.
El 20 de mayo de 2024, comenzó como parte del elenco del pódcast Buenos muchachos, junto a Pedro Ortiz y Selene Santana, siendo el regreso del programa de televisión original.

## Vida personal
Francisco Pinoargotti estuvo casado con la productora de televisión Gabriela Guevara con quien compró la productora Dreaming Ecuador. Luego de su divorcio con Gabriela Guevara, se casó con la Ing. Mabel Bastidas el 24 de noviembre de 2011. Junto a Mabel, lanzó la productora Showmasters.

## Programas de Internet
- OE (2014)

## Filmografía

### Series y telenovelas
| Año  | Título                  | Personaje           |
| ---- | ----------------------- | ------------------- |
| 2019 | Calle amores            | Franco Malo         |
| 2011 | Levantate de la Risa    | Él Mismo (Invitado) |
| 2005 | Solteros sin compromiso | Ñaño Beto           |
| 1996 | Manzana 12              | Tomás               |

### Programas
| Año       | Programa                     | Rol               | Canal                         |
| --------- | ---------------------------- | ----------------- | ----------------------------- |
| 2018      | Trasnochados con Pinoargotti | Conductor         | TC Televisión                 |
| 2017      | Amigazos                     | Conductor         | GamaTV                        |
| 2016      | Ecuador tiene talento        | Jurado            | Ecuavisa                      |
| 2015-2016 | 100 X Ciento Fútbol          | Conductor         | TC Televisión                 |
| 2021-Act. | Soy el mejor                 | Jurado            | TC Televisión                 |
| 2015      | Soy el mejor                 | Jurado            | TC Televisión                 |
| 2014-2015 | Apuesto por ti               | Jurado            | TC Televisión                 |
| 2012-2014 | PHD                          | Conductor         | TC Televisión                 |
| 2010      | El Equipo de Primero         | Varios personajes | Canal Uno                     |
| 2006-2007 | Extremadamente Buenos        | Conductor         | Gama TV                       |
| 2004-2009 | Mano a Mano                  | Conductor         | CD7/ Canal Uno                |
| 2003-2010 | Buenos Muchachos             | Conductor         | Gamavisión/ GamaTV/ Canal Uno |
| 2002      | El gran show del gong        | Conductor         | TC Televisión                 |
| 2000-2002 | Cada loco con su tema        | Conductor         | TC Televisión                 |
| 1998-2000 | Sin animo de ofender         | Varios personajes | SíTv                          |

## Obras de Teatro
- La Fiesta[31]
- Incaducables (con David Reinoso y Oswaldo Segura) (2021-2022-2024)[32]
- Triólogo (con David Reinoso y Flor María Palomeque) (2014)
- 5mediantes (2014)
- EsCupido Yo (2014)
- Mi Navidad (2013)
- Humor Sinfónico (2013)
- Duólogo (Con Adal Ramones) (2013-2024)[33]
- Humor de Pie (2013)
- Monólogo Mix (2013)
- El Papa de Los Monólogos (2013)
- Amigazos (con David Reinoso) (2012-2013)
- ¿Qué escribí ayer? (2012)
- El Hijo de su Madre (2012,2013,2014)
- Noel Soy Yo (2011)
- Ese 30 (2011,2013)
- Los 7 Pecados (2011)
- Consúltame a mí (2011)
- Lo mejor de lo mejor (2011)
- 5ntener la risa (2010)
- Santo Monólogo4 (2009)
- Es3 (2008)
- Monolo2 (2008)
- No soy tan buen muchacho (2007)
- En Navidad qué fácil es hablar bien de la gente (2007)
- Patrialandia (2015)
- Amigazos 2 (2016)